# SMS Sebenico
O SMS Sebenico foi um cruzador torpedeiro operado pela Marinha Austro-Húngara e a terceira e última embarcação da Classe Zara, depois do SMS Zara e SMS Spalato. Sua construção começou em julho de 1880 no Arsenal Naval de Pola e foi lançado ao mar em fevereiro de 1882, sendo comissionado em dezembro do mesmo ano. Era armado com uma bateria principal composta por quatro canhões de 87 milímetros e um tubo de torpedo de 350 milímetros, tinha um deslocamento de quase novecentas toneladas e conseguia alcançar uma velocidade máxima de doze nós.
O Sebenico foi construído com um projeto levemente modificado em relação a seus irmãos em uma tentativa fracassada de resolver problemas de velocidade. Consequentemente, passou a maior parte das décadas de 1880 e 1890 na reserva, sendo ativado apenas ocasionalmente para treinamentos. Participou de um bloqueio de Creta de 1897, quando afundou um navio grego tentando furar o bloqueio. Depois disso serviu como navio de treinamento pelo restante de sua carreira. Ao final da Primeira Guerra Mundial, foi entregue à Itália como prêmio de guerra e desmontado em 1920.

## Características
O Sebenico tinha 64,91 metros de comprimento de fora a fora, uma boca de 8,24 metros e calado de 4,2 metros, enquanto seu deslocamento era de 896 toneladas. Seu sistema de propulsão consistia em dois motores a vapor compostos verticais de dois cilindros produzidos pela Stabilimento Tecnico Triestino, com o vapor necessário provindo de cinco caldeiras cilíndricas. O Sebenico alcançou uma velocidade máxima de 12,81 nós (23,72 quilômetros por hora) durante seus testes marítimos a partir de 1 598 mil cavalos-vapor (1 180 quilowatts) de potência, porém sua velocidade máxima média era de 12,41 nós (22,98 quilômetros por hora). Sua tripulação tinha treze oficiais e 135 marinheiros.
O armamento principal tinha quatro canhões retrocarregáveis calibre 24 de 87 milímetros em montagens únicas. O armamento secundário tinha um canhão retrocarregável calibre 15 de 66 milímetros mais duas metralhadoras Nordenfeld de 25 milímetros. Também havia um tubo de torpedo de 350 milímetros instalado na proa abaixo da linha d'água. A única blindagem que o Sebenico possuía era um fino convés blindado de dezenove milímetros de espessura.

## História
O batimento de quilha do Sebenico ocorreu em 20 de julho de 1880 no Arsenal Naval de Pola. Josef von Romako, o projetista da Classe Zara, decidiu aumentar o comprimento do navio em uma tentativa de melhorar sua velocidade em relação a seus irmãos SMS Zara e SMS Spalato, que tinham fracassado em alcançar a velocidade projetada de quinze nós (28 quilômetros por hora). Isto deu ao Sebenico linhas mais refinadas para produzir um melhor formato hidrodinâmico. Foi lançado ao mar em 22 de fevereiro de 1882, com seus maquinários instalados em seguida. Testes marítimos iniciais ocorreram em 23 e 24 de novembro, seguido por mais testes entre 9 e 11 de dezembro, sendo então comissionado. O Sebenico alcançou uma velocidade máxima de 12,91 nós (23,91 quilômetros por hora) em potência máxima, ligeiramente mais rápido que o Spalato, mas ainda assim abaixo da velocidade projetada. A finalização tinha sido adiada pelo reprojeto do casco, que acabou não resolvendo o problema. Seu sistema de propulsão foi reconstruído no início de 1883 em uma outra tentativa de melhorar a velocidade, porém em testes realizados em 28 de julho alcançou apenas 12,81 nós (23,72 quilômetros por hora) em potência máxima, alcançando uma velocidade máxima média de 12,41 nós (22,98 quilômetros por hora) durante um longo período.
O Sebenico foi designado para a esquadra principal da Marinha Austro-Húngara em 2 de janeiro de 1884. Foi enviado para a Grécia em 23 de janeiro, voltando para Pola em 14 de maio, onde foi descomissionado. O navio passou os nove anos seguintes inoperante na reserva naval, período durante o qual quatro canhões de disparo rápido Hochkiss calibre 33 de 47 milímetros foram instalados, dois em cada lateral. Foi reativado em 31 de agosto de 1893 para atuar na esquadra de treinamento, onde permaneceu de 1º de setembro até 31 de dezembro. Suas funções consistiam apenas no treinamento de equipes de engenharia. O navio repetiu esse serviço de 1º de maio a 7 de agosto de 1894, depois participando de um cruzeiro de treinamento para a ilha de Tenedos de 1º de outubro a 3 de fevereiro de 1885. Voltou pra as funções de treinamento de equipes de engenharia em 26 de setembro, porém isto foi interrompido em novembro quando foi designado para atuar como uma estação naval em Constantinopla, a capital do Império Otomano. O Sebenico serviu nessa função até 7 de maio de 1886, retornando para a esquadra de treinamento de 22 de outubro até o fim do ano. Em janeiro de 1897 foi para Pireu, na Grécia.
O navio foi enviado para a ilha de Creta em fevereiro de 1897 para servir na Esquadra Internacional, uma força multinacional composta por navios da Marinha Austro-Húngara, Marinha Nacional Francesa, Marinha Imperial Alemã, Marinha Real Italiana, Marinha Imperial Russa e Marinha Real Britânica que intervieram em uma revolta grega em Creta contra o domínio otomano. O Sebenico chegou como parte do contingente austro-húngaro, que também tinha o ironclad SMS Kronprinzessin Erzherzogin Stephanie, o cruzador blindado SMS Kaiserin und Königin Maria Theresia, os cruzadores torpedeiros SMS Leopard e SMS Tiger, três contratorpedeiros e oito barcos torpedeiros, o terceiro maior contingente da Esquadra Internacional depois daqueles do Reino Unido e Itália. O cruzador e o resto da esquadra chegaram em Creta em 3 de fevereiro de 1898. O Sebenico interceptou e afundou em 17 de março uma escuna grega que estava tentando furar o bloqueio naval de Creta próximo da ilha de Dia. A Esquadra Internacional operou na área ao redor de Creta até dezembro de 1898, porém a Áustria-Hungria tinha retirado seus navios no fim de março, tendo ficado insatisfeita pela decisão de criar um Estado de Creta autônomo sob a suserania do Império Otomano. O Sebenico permaneceu em serviço até 4 de maio, quando foi descomissionado e desarmado.
A embarcação ficou fora de serviço de 1898 a 1901 enquanto suas caldeiras eram substituídas. Ele realizou testes marítimos em 20 de maio de 1901 e alcançou uma velocidade de 11,76 nós (21,78 quilômetros por hora). Serviu como um navio de treinamento para caldeiras até setembro, enquanto em 1902 foi estacionado na Baía de Cátaro. O Sebenico foi transformado em um navio auxiliar para a escola de artilharia no ano seguinte. Seu armamento foi revisado para exercer essa função, recebendo um canhão de 120, 150, 100 e 66 milímetros, oito de 47 milímetros e dois de 37 milímetros. Em 13 de janeiro de 1904 o navio ajudou o civil SS Calipso da Norddeutscher Lloyd, que tinha encalhado próximo de Medolino. O Sebenico serviu com a escola de artilharia até maio de 1915, tendo durante este período também atuado como navio de guarda em Sebenico depois do início da Primeira Guerra Mundial em julho de 1914. Foi transferido para a escola de torpedos em 1918, servindo nesta função até o fim da guerra em novembro. A Áustria-Hungria foi derrotada e seus navios foram tomados pelos Aliados como prêmios de guerra, com o Sebenico sendo entregue à Itália em 1920 e desmontado pouco depois.